# Çarlı
Çarlı è un comune dell'Azerbaigian situato nel distretto di Kürdəmir.